# Wadim Chartschenko
Wadim Witaljewitsch Chartschenko (russisch Вадим Витальевич Харченко; englisch Vadim Kharchenko; * 28. Mai 1984 in der Kirgisischen SSR, UdSSR) ist ein ehemaliger kirgisischer Fußballspieler.

## Karriere

### Verein
Chartschenko begann seine Karriere in der Nachwuchsabteilung von Dordy Narin. 2002 wurde er in den Profikader aufgenommen und spielte dort eine Saison. Anschließend spielte er für FC SKA-PVO Bishkek und FC SKA-Shoro Bishkek. Nachdem Chartschenko kurze Ausleihen zu Ordabassy Schymkent und Jassy Sayram in Kasachstan hatte, wechselte er 2006 zu FK Dordoi Bischkek. Zur Rückrunde der Saison 2013/14 verließ Chartschenko Bischkek leihweise und wechselte kurzzeitig in die türkische 2. Liga zu TKİ Tavşanlı Linyitspor. Ab 2016 absolvierte er noch zwei Spielzeiten bei Alga Bischkek und beendete dort im Dezember 2017 seine aktive Karriere.

### Nationalmannschaft
Chartschenko spielte von 2003 bis 2015 für die Kirgisische Nationalmannschaft und absolvierte 53 Länderspiele, in denen ihm drei Tore gelangen.
Mit dieser Anzahl von Einsätzen ist er bis heute der Rekordnationalspieler Kirgistans.

## Erfolge
- Kirgisischer Meister: 2006, 2007, 2008, 2009, 2011, 2012, 2014
- Kirgisischer Pokalsieger: 2003, 2006, 2008, 2010, 2012, 2014